# Hensenanthula rotunda
Hensenanthula rotunda är en korallart som beskrevs av Eugène Leloup 1964. Hensenanthula rotunda ingår i släktet Hensenanthula och familjen Botrucnidiferidae. Inga underarter finns listade i Catalogue of Life.